# Ecliptopera haplocrossa
Ecliptopera haplocrossa là một loài bướm đêm trong họ Geometridae.